# カリビアンクイーン
『カリビアンクイーン』は、2007年にネットが開発・販売した5号機のパチスロ機。保通協における型式名は、『カリビアンクイーンS2』。
中世大航海時代をイメージした世界観を採用し、主人公の女海賊・ローズマリーたちと共に財宝を求めて世界中を旅する。

## 演出
「甲板ステージ」「船全景ステージ」の2種類の基本ステージでのチャンス予告や小役告知に加え、特定小役やチャンス目等から発展するバトル演出やミッション演出などがボーナスの期待を盛り上げる。
ボーナス終了後は「モード・ローズマリー」へ突入し、80Gから1000Gの間3択5枚小役を告知してくれ、コイン持ちが若干アップする。ローズマリーの衣装によって「モード・ローズマリー」の継続数期待度が異なる。
バトル演出
「オレガノ海賊団」「柚子海賊団」「キャラウェイ海賊団」「サボリー海賊団」などと戦艦で、あるいは甲板で数ゲームかけてバトルを演出する。最終的に主人公ローズマリーが勝利すればボーナス確定。
ミッション演出
森・遺跡・氷山・火山など様々な場所でローズマリーの部下たちがミッションに挑戦する。最大3ゲーム継続するミッションに成功すればボーナス確定となる。

## 内部システム
ボーナスは単独成立か重複小役によって当選する。
重複する可能性のある小役は、期待度が高い順に、青剣・赤剣・チェリー・リプレイで、青剣の場合は100%ボーナスとなる。